# Kirby (szereplő)
Kirby (カービィ; Hepburn: Kābī) (ejtsd: körbi, kőbi) egy kitalált szereplő, a Nintendo Kirby videójáték-sorozatának főhőse. A karakter megalkotója Szakurai Maszahiro és a HAL Laboratory fejlesztette. A Kirby sorozat az egyik legismertebb a Nintendo játékai közül, 1992 óta több mint húsz játék jelent meg.
Első megjelenése 1992-ben a Kirby's Dream Land videójátékban volt, ahol még 2D grafikaként szerepelt, majd a Nintendo 64 játékkonzolra kiadott Kirby 64: The Crystal Shards óta háromdimenziós modellként szerepel. Feltűnik más játékokban, Nintendo reklámokban, képregényekben, és még egy tv-sorozatban is. Ezen kívül Kirby szerepel a Super Smash Bros. sorozatban.
Kirby a játékban egy fiatal rózsaszín fiú labdaként írható le, aki letelepedett lakója a Dream Landnek (プププランド; Hepburn: Pupupurando, ’"Pupupu Land"’), ami a Pop Star bolygón helyezkedik el. A játékban szinte mindig ugyanazok a képességei vannak, tud futni, ugrani, lebegni, beszívni az ellenségét majd kiköpni. Legtöbb Kirby játék ugyanazon az ötleten alapul, hogy ez a sorozat kezdő játékosoknak és gyerekeknek készül. Ezért a játék érdekes lehet minden korosztály számára, de gyakran semmi kihívást se jelent a tapasztaltabb játékosoknak.
Kirby gyakran kalandozik a Pop Star bolygón, legyőzve a rajta lévő ellenséges erőket, mint például a kapzsi King Dededét vagy a baljós Dark Mattert. Máskor pedig a rejtélyes Meta Knighttal találkozik. Hogy legyőzze ellenséget, a legismertebb képességét használja, nagy tárgyakat szív magában, majd nagy erővel lövi ki. Kirby's Adventuretól kezdve, Kirby képes a magába szívott ellenségek képességei megszerzésére, ismertebb nevén másoló képesség. A sorozat néhány játékában, egy misztikus fegyver szerezhető az ellenség ellen csata egyik meghatározó pontján. Ez a fegyver feltétlenül szükséges a főellenség legyőzéséhez.

## Ötletek és a megalkotás
Kirby eredeti neve Popopo volt, az első Kirby játék tervei szerint egy kétdimenziós paca lett volna, amelynek eredeti címe 'Twinkle Popopo' lett volna, ellentétben a mostani Hoshi no Kābī-val (lefordítva: 'A csillagok Kirbyje').
A Kirby név csak egy alternatív ötlet volt. Kirby egy porszívó gyártó neve is, azért sokak arra következtettek volna hogy a név választásban szerepet játszott a karakter azon tulajdonsága hogy dolgokat tud magába szívni. Később a készítő, Szakurai Maszahiro egyre jobban megkedvelte az alternatív nevet és végül az eredeti helyett azt választotta. Később kijelentette, hogy a Kirby játék ötletét kezdőknek találta ki.
Mivel Kirby először csak a fekete-fehér képernyőjű Game Boyon volt látható, ezért az "igazi" színeit nem lehetett megállapítani. Szakurai szerint rózsaszín. Ennek ellenére, Mijamoto Sigeru sárga színűnek írja le. Ez az ellentét számos vitához vezetett az amerikai Nintendónál, amikor a játék nyugaton is megjelent. A Kirby's Dream Land amerikai doboza, a kézikönyve és még a televíziós reklám is fehér színben ábrázolja. A japán dobozon viszont az eredeti rózsaszínű Kirby jelenik meg.
A Kirby név eredete sem mentes vitáktól. Egy széles körben elterjedt vélemény szerint, a Kirby nevet a nyugati Kirby Company porszívó gyártóról kapta, ami tükrözi a szívó képességét. A másik lehetséges magyarázat, az hogy a Kirby nevet a Nintendo jogi tanácsadója tiszteletére adta, a Latham & Watkins LLP ügyvédi irodában dolgozó John Kirbyére, ő sikeresen képviselte a Nintendót egy Donkey Kong szerzői jogi ügyében a Universal Studiosszal szemben. Szakurai Maszahiro egy interjúban elmondta, hogy már nem emlékszik a név eredetére.

### Hang
Kirby hangja Ómoto Makiko a Super Smash Bros. sorozatban, a Kirby 64: The Crystal Shardsben, és mindkét változatában a Kirby: Right Back at Ya! (Japánban: Hoshi no Kirby) animenek. Ómoto Makiko azóta tölti be ezt a posztot, mióta Kirby nem mutat be komolyabb nyelvi tudást. Ennek ellenére, a szeijú egy remek tapasztalat szerzési lehetőségnek tartja a Kirby hangjával és a csapattal töltött időt. Ezt megelőzően egy 1994-es oktató videóban, név szerint a Mario Kirby Masterpiece-ben, Kirby hangja Tanaka Majumi volt.

## Megjelenés
Kirby egy alacsony, rózsaszínű, gömb alakú teremtmény, nagy piros lábakkal (vagy cipőkkel), vastag kezekkel, és a jellegzetes rózsaszín arccal. A teste könnyű és nagyon rugalmas, ez a tulajdonsága lehetővé teszi, hogy szétlapuljon. 20,32 centiméter (8 inch) magas, és nincs információ a súlyáról, azonban néhány anime részben, a Kirby 64: The Crystal Shards játékban, és a Super Smash Bros. sorozatban utalnak arra, hogy elég könnyű ahhoz hogy cipeljék. A Pop Star bolygóról származik, ahol egy kupolás házban lakik Dream Landben. A megjelenése sokat változott az évek alatt, kerekebb és jellegzetesebb lett az arca és nagyobbak a szemei. Az új kinézetet használják az összes újabb játékban.

### Személyiség
Kirby egy pozitív személy, aki egyedi erejével segít megmenteni Dream Landet. A kora sosem volt meghatározva, Kirby's Dream Land kézikönyvében kis fiúként hivatkoznak rá, az animeben bébiként, a Kirby Super Star Ultra játékban pedig mint ifjú férfi. Kirby magas hangja és ezek a leírások arra utalnak, hogy fiatal. Kirby az anime sorozat szerint fiú/férfi. Kirby vidám és ártatlan. Szeret egész nap enni, aludni, színezni, és játszani. Kedvenc étele a paradicsom, a játékban a " Maximum Tomatoes" teljesen feltölti az életét, ezzel szemben az animében a görögdinnye a kedvence. Elmondása szerint utálja a hernyókat. Másik hobbija az éneklés, annak ellenére, hogy botfülű.
Ez a természet és személyiség jellemzi a Super Smash Bros. sorozatban is. A Super Smash Bros. Meleeben a trófeáján a "különösen képzet technika" felirat áll. Kirbynek a legnagyobb és legjátszhatóbb szerepe a Subspace Emissaryben, a történet módjában a Super Smash Bros. Brawlnak. Meta Knight és King Dedede is mellékszerephez jut a Subspace Emissary módban.
Sok reklám és hirdetés szembe állítja az aranyos és ártatlan megjelenését a magas fokú harci tudásával és a képességével, hogy az ellenség képességeit tudja másolni.